# جنبش حقوق جوانان

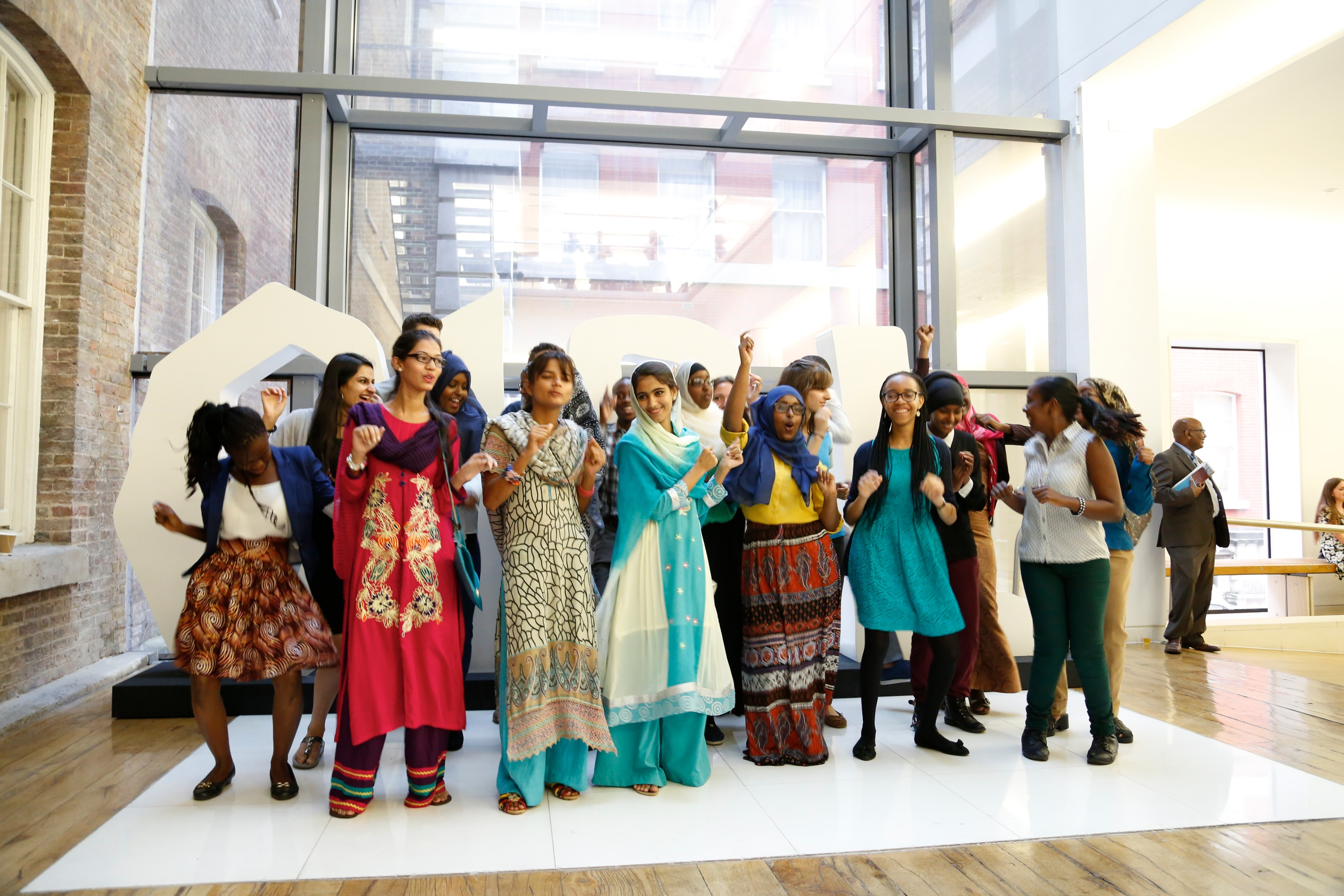
اعضای جنبش در جولای ۲۰۱۴ لندن

جنبش حقوق جوانان (انگلیسی: Youth rights) که به آزادی جوانان نیز شناخته می‌شود، در جستجوی حقوق‌هایی برای جوانان است که بطور سنتی به بزرگسالان تعلق دارند، به‌این دلیل که سن آنها از حد مشخصی گذشته و به‌اندازه کافی بالغ شده‌اند.

## موضوعات جنبش
این جنبش تقریباً شبیه به مقوله حقوق کودکان در جنبش ظرفیتهای در حال توسعه است، با این تفاوت که منظور از حقوق کودکان بیشتر تأمین رفاه و حمایت از آنها است، در حالیکه منظور از حقوق جوانان تأمین حق تصمیم‌گیری آزادانه برای انتخاب شیوه زندگی، همانگونه که بزرگترها از آن برخوردار هستند، می‌باشد ویا پایین آوردن سن قانونی (که در بیشتر کشورها ۱۸ سال می‌باشد) و سن حق شرکت در انتخابات است. این جنبش از شعارها و خواسته‌های تعدیل در زمینه اقتصادی، زمینه‌های روانشناسی و جامعه شناختی بین نسلهای قدیم و جدید، حمایت می‌کند. جنبش حقوق جوانان معیاری برای سنجش چگونگی رفتار با جوانان در جامعه می‌باشد. جنبه‌های دیگر این است که افراد بالغ جوانان را چگونه می‌بینند و با آنها چگونه رفتار می‌کنند، و چه اندازه جوانان را در مسایل جامعه شرکت می‌دهند.

## پیشینه
بروز اولیه جنبش حقوق جوانان از دیدگاهی که نسبت به جوانان همانند آنچه در مورد کودکان در جامعه وجود دارد، سرچشمه گرفته شده‌است و جوانان احساس می‌کنند از این بابت از جانب بزرگترها و والدین به آنها ظلم شده‌است. از جمله این دیدگاه‌ها این است که جوانان قادر به تصمیم‌گیریهای مهم نیستند و جوانان در پیروی تمایلات یا رفتار مهاجمانه خود باید مورد مراقبت قرار گیرند. حقوق جوانان در صد سال اخیر در بسیاری کشورها افزایش یافته‌است. جنبش حقوق جوانان در پی افزایش بیشتر حقوق جوانان است. ظهور این جنبش به اوایل دهه ۱۹۳۰، با پیدایش برابری بین نسلها و حقوق مدنی همزمان با فعالیت جوانان در جریان رکود بزرگ اقتصادی دهه ۱۹۳۰ برمی‌گردد، که روی جنبش حقوق مدنی سیاهپوستان آمریکا (۶۸–۱۹۵۵) و تظاهرات مخالفین با دخالت ایالات متحده در جنگ ویتنام و بسیاری دیگر جنبشها تأثیر گذاشت. از زمان ظهور اینترنت جنبش حقوق جوانان اوج مجددی گرفت.